# Ashton Carter
Ashton Baldwin Carter (24 tháng 9 năm 1954 – 24 tháng 10 năm 2022) là Bộ trưởng quốc phòng Hoa Kỳ thứ 25 từ ngày 17 tháng 2 năm 2015 cho ngày 20 tháng 1 năm 2017.
Từ ngày 6 tháng 10 năm 2011 đến ngày 3 tháng 12 năm 2013, ông là thứ trưởng quốc phòng Hoa Kỳ. Từ tháng 4 năm 2009 đến tháng 10 năm 2011, ông là thứ trưởng phụ trách công tác mua sắm, công nghệ và hậu cần chịu trách nhiệm cho việc mua sắm của tất cả các công nghệ, hệ thống, dịch vụ, vật tư, các căn cứ và cơ sở hạ tầng, năng lượng và môi trường, và hơn 50 tỷ USD hàng năm trong nghiên cứu phát triển. Ngày 5 tháng 12 năm 2014, ông được tổng thống Barack Obama đề cử chức bộ trưởng quốc phòng Hoa Kỳ. Ngày 17 tháng 2 năm 2015, ông nhận chức Bộ trưởng quốc phòng Hoa Kỳ thay thế cho ông Chuck Hagel.  Carter qua đời vì một cơn đau tim tại nhà riêng ở Boston vào ngày 24 tháng 10 năm 2022, ở tuổi 68.

## Tiểu sử
Vào năm 1972, Carter tốt nghiệp Trung học Abington ở Abington, PA, nơi ông đã là Chủ tịch của Hội Danh dự.
Carter đã có bằng cử nhân vật lý và cử nhân lịch sử thời Trung cổ từ Đại học Yale, summa cum laude, Phi Beta Kappa trong năm 1976. Ông nhận bằng tiến sĩ vật lý lý thuyết của Đại học Oxford vào năm 1979, nơi ông là một học giả Rhodes.
Ông là một giảng viên vật lý tại Đại học Oxford, một nghiên cứu sinh sau tiến sĩ tại Đại học Rockefeller và MIT, và hội viên nghiên cứu thực nghiệm tại các phòng thí nghiệm thực nghiệm quốc gia Brookhaven và Fermilab.